# الرويسات (مصر)
قرية الرويسات هي إحدى القرى التابعة لمركز الحمام في محافظة مطروح في جمهورية مصر العربية. تشتهر بزراعة محصول العنب البناتي. حسب إحصاءات سنة 2018، بلغ إجمالي السكان في الرويسات 3,050 نسمة، منهم 1,609 رجل و 1,441 امرأة.